# سكرة الشمالية
سكرة الشمالية قرية سوريّة تتبع إداريّاً لمحافظة حمص منطقة حمص ناحية حمص، بلغ تعداد سكانها 253 نسمة حسب التعداد السكاني لعام 2004.